# Correspondencia interna
Correspondencia interna es el tercer álbum de estudio de la banda mexicana La Gusana Ciega, lanzado al mercado en noviembre de 1999.
Contando ya con buena popularidad en la escena del rock mexicano, y con el auge que tuvo dicha escena a finales de la década de los años 1990, el grupo tuvo la posibilidad de viajar a Nueva York para la grabación de su tercer material. Dotado de composiciones mucho más maduras y canciones con tintes más pop, este disco les aseguró un lugar en la memoria colectiva gracias a canciones como «No puedo verte», «727», «Sin ti» y «Venus en la arena», canción que sería retomada años más tarde para grabar un video.
El CD incluye material interactivo para visualizar en la computadora un vídeo sobre la grabación del disco.

## Lista de canciones
1. «727» - 04:24
2. «Gorila» - 04:08
3. «No puedo verte» - 04:11
4. «Nuevo destino» - 04:21
5. «Duele decirlo» - 04:52
6. «Gritar para disimular» - 03:33
7. «¿Es mejor esperar?» - 05:33
8. «Venus en la arena» - 04:55
9. «Niño elefante» - 04:48
10. «Sin ti» - 04:15
11. «Sálvame de mí» - 04:22
12. «Ella entró corriendo» - 04:04
13. «Abismo» - 03:42
14. «Días al revés» - 06:01

## Producción
- Productor: Martín Bisi.
- Mezcla: Martín Bisi.
- Masterizado: Fred Kevorkian y Martín Bisi en Sear Sound Studios, Nueva York.
- Dirección de A&R: Marcello Lara & Robbie Lear.
- Supervisión de A&R: Manuel Calderón.
- Coordinación de A&R: Marcello Lara.
- Diseño: Armando Arroyo.
- Contenido interactivo: Anabeli Fernández y Raymundo Carpinteyro.

## Músicos invitados
- Frank Heer - Chelo
- Eszter Balint - Violín
- Steve Moses - Trombón
- Rebeca Lichtenfeld - Coros
- Martin Bisi - Promagramación